# 2. Hauptarmee
Die 2. Hauptarmee (jap. 第2総軍, Dai-ni Sōgun) war eine Hauptarmee (Heeresgruppe) des Kaiserlich Japanischen Heeres während des Pazifikkrieges. Sie war 1945 eine von zwei Hauptarmeen, die wegen der befürchteten alliierten Landung auf dem japanischen Mutterland aufgestellt wurde. Ihr Tsūshōgō-Code (militärischer Tarnname) war West (西方, Saihō).

## Geschichte
Von 1941 bis April 1945 war das Zentrale Verteidigungskommando mit dem Kommando über alle Einheiten des Heeres und Heeresluftstreitkräfte im Gebiet Japans und seiner Kolonien Chōsen und Taiwan betraut. In Befürchtung einer alliierten Invasion Japans wurde das Zentrale Verteidigungskommando am 8. April 1945 aufgelöst. Seine Aufgaben wurden von der neu gegründeten 1. und 2. Hauptarmee übernommen, deren Kommandobereich jedoch nur noch die japanischen Hauptinseln umfasste. Der erste Befehlshaber der 2. Hauptarmee war Gensui (Feldmarschall) Hata Shunroku, dem zwei Regionalarmeen mit fünf Armeen und insgesamt 26 Divisionen, drei Panzerbrigaden und unzähligen kleineren Einheiten, insgesamt etwa 900.000 Mann, zur Verfügung standen.
Die Aufgabe der 2. Hauptarmee bestand in der Verteidigung Kyūshūs, Shikokus und dem Südteil Honshus, wobei der Schwerpunkt auf Kyūshū lag.
Viele der unterstellten Divisionen waren erst 1945 aufgestellt worden und hatten eine geringere Mannstärke (teilweise nur 50 %) als die vor dem Pazifikkrieg aufgestellten Divisionen. Diese neuen Divisionen, hatten zum Großteil 100er bzw. 300er Nummern. Da sie über praktisch keine Transportmittel verfügten waren sie ausschließlich zur statischen Verteidigung gedacht und wurden Küsten-Divisionen genannt. Des Weiteren standen nur für 65 % der Truppen genügend Waffen zur Verfügung, sodass auf Waffen aus dem 19. Jahrhundert und sogar Bambusspeere zurückgegriffen werden musste. Der Munitionsvorrat lag sogar bei nur 50 %.
Zusätzlich hatten die Japaner alle Zivilisten aufgerufen, sich in patriotischen Kampfkorps zu organisieren, um Kampfunterstützung zu leisten und auch selbst Kampfeinsätze auszuführen. Grundsätzlich mangelte es an Waffen und Training, aber es wurde erwartet, dass sich jeder mit aller Macht gegen die Invasion stemmen würde.
Da sich das Hauptquartier der 2. Hauptarmee in Hiroshima befand, kamen während des ersten kriegerischen Kernwaffeneinsatzes am 6. August 1945 tausende Soldaten ums Leben. Kurz nach dem Angriff sah sich das Japanische Kaiserreich zur Kapitulation gezwungen. Die 2. Hauptarmee kam somit nicht zum Kampfeinsatz und wurde im November 1945 aufgelöst.

## Oberbefehlshaber

### Kommandeure
|    | Name                                 | Von           | Bis               |
| -- | ------------------------------------ | ------------- | ----------------- |
| 1. | Gensui (Feldmarschall) Hata Shunroku | 8. April 1945 | 30. November 1945 |

### Stabschefs
|    | Name                               | Von           | Bis              |
| -- | ---------------------------------- | ------------- | ---------------- |
| 1. | Generalleutnant Wakamatsu Tadakazu | 6. April 1945 | 18. Juli 1945    |
| 2. | Generalleutnant Okazaki Seizaburō  | 18. Juli 1945 | 15. Oktober 1945 |

## Untergeordnete Einheiten
Folgende Einheiten waren der 1. Hauptarmee untergeordnet:
- 15. Regionalarmee
  - 55. Armee
    - 11. Division
    - 155. Division
    - 205. Division
    - 344. Division
    - 121. Selbstständige Gemischte Brigade
    - 10. Artillerie-Brigade
    - 20. Transport-Brigade

  - 59. Armee
    - 144. Division
    - 225. Division
    - 230. Division
    - 231. Division
    - 123. Selbstständige Gemischte Brigade
    - 124. Selbstständige Gemischte Brigade

  - Direkt der 15. Regionalarmee unterstellt:
    - 144. Division
    - 255. Division
    - Yura Festungsgarnisons-Einheit
    - 3. Flak-Division
    - 45. Panzer-Regiment
    - Weitere kleinere Einheiten
- 16. Regionalarmee
  - 40. Armee
    - 77. Division
    - 146. Division
    - 206. Division
    - 303. Division
    - 125. Selbstständige Gemischte Brigade
    - 4. Artillerie-Brigade

  - 56. Armee
    - 57. Division
    - 145. Division
    - 312. Division
    - 351. Division
    - 4. Selbstständige Panzer-Brigade
    - 6. Artillerie-Brigade
    - Iki Festungsgarnisons-Einheit
    - Shimonoseki Festungsgarnisons-Einheit

  - 57. Armee
    - 25. Division
    - 86. Division
    - 154. Division
    - 156. Division
    - 212. Division
    - 98. Selbstständige Gemischte Brigade
    - 109. Selbstständige Gemischte Brigade
    - 5. Selbstständige Panzer-Brigade
    - 6. Selbstständige Panzer-Brigade
    - 1. Artillerie-Brigade

  - Direkt der 16. Regionalarmee unterstellt:
    - 216. Division
    - 4. Flak-Division
    - 64. Selbstständige Gemischte Brigade
    - 107. Selbstständige Gemischte Brigade
    - 118. Selbstständige Gemischte Brigade
    - 122. Selbstständige Gemischte Brigade
    - 126. Selbstständige Gemischte Brigade
    - Tsushima Festungsgarnisons-Einheit